# Картер, Энсон
Энсон Картер (англ. Anson Carter; род. 6 июня 1974 года в Торонто, Онтарио) — профессиональный канадский хоккеист. Амплуа — крайний нападающий. Прозвище — «Шоколадная Ракета» (англ. The Chocolate Rocket). Двукратный чемпион мира (1997, 2003). На чемпионате мира 2003 г. забросил победную шайбу в финальном матче.

## Биография
На драфте НХЛ 1992 года был выбран в 10 раунде под общим 220 номером командой «Квебек Нордикс». 3 апреля 1996 года обменян в «Вашингтон Кэпиталз». 1 марта 1997 года обменян в «Бостон Брюинз». 15 ноября 2000 года обменян в «Эдмонтон Ойлерз». 11 марта 2003 года обменян в «Нью-Йорк Рейнджерс». 23 января 2004 года обменян в «Вашингтон Кэпиталз». 8 марта 2004 года обменян в «Лос-Анджелес Кингз». 17 августа 2005 года как неограниченно свободный агент подписал контракт с «Ванкувер Кэнакс». 13 сентября 2006 года как неограниченно свободный агент подписал контракт с «Коламбус Блю Джекетс». 23 февраля 2007 года обменян в «Каролину Харрикейнз».
Завершил карьеру в 2008 году.

## Статистика
```
 
                                            --- Regular Season ---  ---- Playoffs ----
Season   Team                        Lge    GP    G    A  Pts  PIM  GP   G   A Pts PIM
--------------------------------------------------------------------------------------
1989-90  Don Mills Flyers            MTHL   40   15   47   62  105  --  --  --  --  --
1990-91  Don Mills Flyers            MTHL   67   69   73  142   43  --  --  --  --  --
1991-92  Wexford Raiders             MTJHL  42   18   22   40   24  --  --  --  --  --
1992-93  Michigan State University   NCAA   36   19   11   30   20  --  --  --  --  --
1993-94  Michigan State University   NCAA   39   30   24   54   36  --  --  --  --  --
1994-95  Michigan State University   NCAA   39   34   17   51   40  --  --  --  --  --
1995-96  Michigan State University   NCAA   42   23   20   43   36  --  --  --  --  --
1996-97  Portland Pirates            AHL    27   19   19   38   11  --  --  --  --  --
1996-97  Washington Capitals         NHL    19    3    2    5    7  --  --  --  --  --
1996-97  Boston Bruins               NHL    19    8    5   13    2  --  --  --  --  --
1997-98  Boston Bruins               NHL    78   16   27   43   31   6   1   1   2   0
1998-99  Boston Bruins               NHL    55   24   16   40   22  12   4   3   7   0
1998-99  Utah Grizzlies              IHL     6    1    1    2    0  --  --  --  --  --
1999-00  Boston Bruins               NHL    59   22   25   47   14  --  --  --  --  --
2000-01  Edmonton Oilers             NHL    61   16   26   42   23   6   3   1   4   4
2001-02  Edmonton Oilers             NHL    82   28   32   60   25  --  --  --  --  --
2002-03  Edmonton Oilers             NHL    68   25   30   55   20  --  --  --  --  --
2002-03  New York Rangers            NHL    11    1    4    5    6  --  --  --  --  --
2003-04  New York Rangers            NHL    43   10    7   17   14  --  --  --  --  --
2003-04  Washington Capitals         NHL    19    5    5   10    6  --  --  --  --  --
2003-04  Los Angeles Kings           NHL    15    0    1    1    0  --  --  --  --  --
2005-06  Vancouver Canucks           NHL    81   33   22   55   41  --  --  --  --  --
2006-07  Columbus Blue Jackets       NHL    54   10   17   27   16  --  --  --  --  --
2006-07  Carolina Hurricanes         NHL    10    1    0    1    2  --  --  --  --  --
2007-08  HC Lugano                   Swiss  15    3    5    8   22  --  --  --  --  --
--------------------------------------------------------------------------------------
         NHL Totals                        674  202  219  421  229  24   8   5  13   4

```